# Heliopolis
 Ovo je glavno značenje pojma Heliopolis. Za druga značenja pogledajte Heliopolis (razdvojba).
Ono ili Heliopolis (kako ga se zvalo u starogrčkim izvorima) je bio nekadašnji glavni grad staroegipatske države.

## Zemljopis
Nalazio se na području današnjeg sjeveroistočnog Kaira, ispod predgrađa Matariye i Ain Shams (inače poznatog i po nalazima obelisaka znanih pod imenom Kleopatrine igle i po Mirjaminom drvu, odmorištu BDM kad je išla iz Izraela u Egipat). Ain Shams na arapskom znači ar. Sunčevo oko. 
Zemljopisni položaj mu je 30°7'46,3" sjeverne zemljopisne širine i 31°17'20" istočne zemljopisne dužine.

## Povijest
Smatra se da je star oko 7 tisuća godina, odnosno da je utemeljen u 5. tisućljeću pr. Kr. Staroegipatska vjerovanja su govorila da se grad Ono nalazi na mjestu nastanka života. Prema mitologiji, tu je rođen bog Sunca (Atum, Ra ili Amon-Ra).

## Arheološki nalazi
2002. nađen je crveni granitni obelisk na ovom mjestu. S obzirom na prijašnje nalaze na ovoj lokaciji i pretpostavke da su u ovaj grad dolazili Pitagora, Aristotel, Solon i Platon, vjeruje se u moguće nalaze starovjekovnih knjižnica.

## Vanjske poveznice
- Site of ancient Heliopolis at Windows Live Local